# Maison de charité
Une maison de charité ou « charité » est un hôpital ou hospice religieux dans lequel sont accomplies les œuvres de bienfaisance du même nom.

## Historique
Depuis le Moyen Âge jusqu'au XIXe siècle ce sont les hospices qui accueillent les pauvres et les orphelins dans de nombreuses villes de France, gérées par des confréries ou les fabriques des paroisses ou encore par les filles de la charité (Sœurs de Saint Vincent de Paul et ursulines). Elles s'organisent au niveau des paroisses en bureaux de charité qui sont à l'origine des CCAS modernes (centre communal d'action social), et gèrent les Hôtels Dieu des communes et des villes, Hôtels Dieu qui sont à l'origine de nos hôpitaux publics.

### Maisons de charité au Moyen Âge

#### Les missions des Maisons de Charité

##### Prendre soin des «Pauvres du Christ» pour prendre soin de la société
À l'époque médiévale, les hôpitaux remplissent deux missions : celle d'accueillir les pauvres, les pèlerins de passage, pour une ou plusieurs nuits (c'est la fonction des hospices), et celle de fournir un refuge plus durable et des soins aux orphelins, femmes en couches ou malades (c'est la mission des Hôtels-Dieu). Les maisons de charité appartiennent à la seconde catégorie. Cependant, dans la pratique, ces hospices et maisons font partie de la même structure hospitalière, ce qui entraîne des confusions d'appellation et de missions. Ainsi, les maisons de charité et autres maisons-Dieu accueillent-elles généralement indistinctement les malades, les pauvres, les enfants abandonnés, les pèlerins, qui sont tous réunis sous l'appellation « pauvres du Christ » (pauperes Christi). Ces pauvres rappellent le Christ de deux manières: ils reflètent l’humilité du Christ dans leur dénuement, mais sont également la représentation des épreuves physiques qu’il a traversées. Ils sont une image de Christus dolens. Leurs souffrances et leur pauvreté sont donc un exemple de vie apostolique, ce qui explique que les moines embrassent la pauvreté volontaire, mais leur confèrent également le statut d’intercesseurs auprès du Christ. Outre le devoir de charité dicté par la vertu théologale, prendre soin des pauvres du Christ signifie, au Moyen Âge, prendre soin de toute la société, celle-ci étant conçue comme un corps ; venir en aide aux plus démunis grâce aux dons (de temps ou de biens) des plus aisés permet d’assurer le salut des individus charitables, mais aussi de la société tout entière. Les individus charitables se préparent à leur jugement personnel par leurs actes, et le groupe des pauvres intercède favorablement en faveur du groupe social qui a pris soin d’eux. Cette question du salut se pose avec de plus en plus d’acuité à partir du XIIe siècle et particulièrement aux XIVe siècle et XVe siècle, au fur et à mesure que les inquiétudes liées aux difficultés (guerres, épidémies, pauvreté économique) s’exacerbent. C’est durant cette période que les hôpitaux s’implantent et institutionnalisent l’assistance.  

###### Soulager d'abord l'âme, ensuite le corps
Les pauvres, lorsqu’ils sont admis dans ces maisons de charité, peuvent attendre plusieurs types de soins, physiques et moraux. Les premiers sont assez rudimentaires puisque les hôpitaux médiévaux ne sont pas peuplés de médecins, lesquels se trouvent démunis devant la plupart des affections touchant leurs patients, mais d’un personnel, laïc ou religieux, dévoué à la charité. Les besoins primordiaux des malades, orphelins, pèlerins ou encore vieillards sont donc pris en charge : ils se voient offrir un repas consistant plus une collation légère de type bouillon chaque jour, un lit, un toit et un chauffage, et parfois même des vêtements ou des chaussures, selon l’établissement où ils se trouvent, mais aussi la période de l’année (certaines dates comme Pâques sont en effet l’occasion pour les hôpitaux de faire des donations de vêtements et de nourriture supplémentaire par exemple). Cependant, l’accueil des maisons-Dieu consiste surtout à prodiguer des soins à l’âme des malades. Les clercs œuvrant dans ces établissements ont pour mission première d’écouter les pécheurs et de recevoir leurs confessions. Il s’agit de remettre le pécheur dans le droit chemin, d’autant que son avenir est généralement incertain aux vues de sa condition socio-économique et de sa santé. La vocation des personnes travaillant dans ces établissements, qui sont avant tout des clercs ou des laïcs faisant œuvre de miséricorde, et non des médecins, explique en partie cette absence de soins physiques ; mais il y a également une raison théorique. Le XIIe siècle voit en effet se mettre en place, à la suite des réflexions sur les corps sociaux, des interdictions à l’encontre des clercs réguliers et séculiers. Afin que chaque corps social remplisse une fonction, l’exercice de la médecine est réservé aux laïcs (à l’exception des infirmeries de monastères, où les moines peuvent se soigner entre eux). Les conciles de Clermont (1130) et de Reims (1131) initient ce mouvement d’encadrement des pratiques qui touche toute la chrétienté. Les clercs continuent d’assumer la prise en charge des malades, mais le soin de l’âme prime sur celui du corps.

#### Le personnel et le mode de vie des Maisons de Charité

##### Une communauté de clercs au service du siècle
Les établissements hospitaliers sont peuplés dans leur majorité par des clercs qui appartiennent à des ordres pour lesquels la charité revêt une importance particulière (bénédictins, clunisiens, cisterciens, chartreux, hospitaliers). Ces personnels religieux vivent très souvent selon la règle bénédictine. Cela étant, des variations de règles de vie et de gestion existent selon les régions et les maisons. Ainsi, les dates de grande aumône où des vêtements sont par exemple distribués peuvent varier en fonction du saint patron de l’établissement, ou le nombre de repas offerts aux pauvres peut différer d’une maison à une autre (voir par exemple pour la région du Bas-Rhône l’abbaye de Saint-Gilles et le prieuré Saint-Pierre de Saint-Saturnin-du-Port). Hormis ces maisons-Dieu appartenant à des ordres réguliers, on trouve également des hôpitaux rattachés à l’église cathédrale d’une ville. Ils sont les héritiers des premières maisons épiscopales œuvrant pour les pauvres du IXe siècle au XIe siècle. Ces établissements ne sont donc pas soumis à la règle de saint Benoît, mais à celle de saint Augustin concernant les chanoines.
Parmi ces maisons de charité, certaines sont sous le contrôle de monastères féminins. Les moniales, cependant, n’ont sans doute pas joué le même rôle que les moines dans l’assistance aux pauvres. Une différenciation entre les sexes s’opère dès le XIIIe siècle. Déjà auparavant, les mentions d’œuvres de miséricorde effectuées au sein des monastères féminins étaient très rares. Puis, en 1298, le pape Boniface VIII confine les moniales dans leurs monastères et les consacre à la contemplation plutôt qu’aux œuvres. Elles ne s’impliquent donc pas personnellement dans les œuvres charitables, et délèguent leur pouvoir à un recteur masculin dans les établissements placés sous leur autorité.

##### Le mode de vie des clercs
Ces officiants des hôpitaux, des hommes obéissant à une règle, partagent donc leur vie entre les soins aux pauvres et la vie spirituelle inhérente à leur groupe social. Il s’agit de trouver le juste équilibre entre la vie active, tournée vers les œuvres de miséricorde, séculière, et la vie contemplative, tournée vers la prière et la réflexion spirituelle. Cette alternance doit protéger les clercs d’une trop grande contamination par le siècle et ses péchés, mais également leur apprendre l’humilité. Le rôle du personnel des hôpitaux médiévaux est donc bien de prendre soin de leur prochain, mais aussi de prendre soin de leur groupe social en remplissant leur office de prières.

#### La difficile cohabitation de l'éthique et de l'économique

##### Comment subvenir aux besoins de la communauté hospitalière
Les communautés des maisons-Dieu nécessitent un moyen de subsistance puisqu’elles doivent non seulement entretenir leur personnel mais surtout subvenir aux besoins des pauvres qu’elles accueillent. Elles trouvent donc leurs ressources dans les revenus des terres qui leur sont accordées à leur fondation. Elles peuvent également obtenir une rente monétaire lors de cette fondation actée par l’autorité ecclésiastique concernée (archevêque, Pape, abbé d’un couvent). Les maisons placées sous l’autorité du Pape bénéficient également de privilèges juridiques et fonciers : elles ne dépendent pas des autorités laïques mais relèvent uniquement de la juridiction du Saint-Siège, obtiennent un cimetière ou une chapelle privés. En plus de ces revenus premiers, les hôpitaux médiévaux bénéficient de donations de laïcs. Dans le souci de veiller à son propre salut, l’individu peut en effet faire un don d’argent, ponctuel, ou bien de revenus fonciers perpétuels (donation de terre arable, de pièce de vignes). Les donateurs peuvent être importants (ducs, princes) et participer à la vie de l’établissement activement (construction d’une chapelle, rente annuelle), ou être humbles, mais tout de même donner certains biens (veuves donnant les biens ayant appartenu à leurs maris, par exemple). Les clercs vivant dans la communauté charitable sont eux-mêmes des donateurs qui font don de leur vie et de leur être à la maison de charité qu’ils intègrent. La dynamique du don est donc centrale pour ces établissements qui vivent eux-mêmes en grande partie de dons, qu’ils redistribuent à leurs pauvres. Une économie du don, au sens matériel comme au sens spirituel, se développe donc dans un souci individuel et collectif de salut. Ceci pose la question du rapport entre l’économie et la notion spirituelle de salut de l’âme, car sauver son âme nécessite des fonds ou des biens à distribuer.

##### Des établissements romains aux mains des pouvoirs laïcs locaux
Bien que présents, pour la France, dès l'époque franque, les établissements de charité connaissent leur essor au XIIe siècle. C'est une période faste pour les hôpitaux qui, non seulement se multiplient, mais, qui plus est,obtiennent le plus souvent la protection du Pape. Cette période de relative indépendance encadrée par l'Église (autorité directe du Pape, contrôle épiscopal ou régulier) va néanmoins connaître de rapides changements, car les biens des hôpitaux représentent une tentation pour les administrateurs laïcs et l'Église romaine rencontre des difficultés à contrôler son chapelet d’établissements disséminés géographiquement. Les autorités laïques s’immiscent progressivement, du XIIe siècle au XVe siècle, dans la gestion des maisons de charité. Le recteur est souvent un laïc, nommé à ce poste pour des raisons de clientélisme régional dont la papauté n’a pas toujours conscience. De même, des frères convers entrent dans ces établissements par dévotion mais aussi pour des raisons d’ordre social. Cette ingérence laïque fragilise les biens de l'Église qui sont ainsi parfois victimes de simonie. Cette administration laïque n’est pas systématiquement néfaste, puisqu’elle peut répondre à une incapacité de l’autorité pontificale à contrôler des établissements lointains et à un besoin de personnel qualifié dans des domaines concrets (administration économique) et non plus uniquement spirituels, mais le résultat est tout de même le glissement des maisons de charité vers le domaine laïc. La hiérarchie ecclésiastique réagit en instaurant au XIVe siècle le système des visites épiscopales. L’évêque fait des visites régulières aux établissements situés dans son diocèse afin de vérifier que le personnel respecte les règles dans l’administration de leur communauté et l’accueil des malades. Malgré cette tentative épiscopale, l'Église reste distante de la pratique charitable et de la tension de plus en plus vive qui s’instaure entre éthique et économie. Le contrôle de ces biens lui échappe, ce qui précipite la chute du système religieux d’assistance publique; aux XIVe et XVe siècles, les maisons de charité passent d’un brillant modèle religieux d'altruisme à une difficile question de faillite et d’impossible contrôle. Dans les deux derniers siècles du Moyen Âge, les pouvoirs laïcs récupèrent le contrôle de ces établissements hospitaliers, qui deviendront à l'époque contemporaine nos hôpitaux publics, répondant parfois toujours à l'appellation d'Hôtels-Dieu.

### Les Maisons de Charité de la Révolution à nos jours

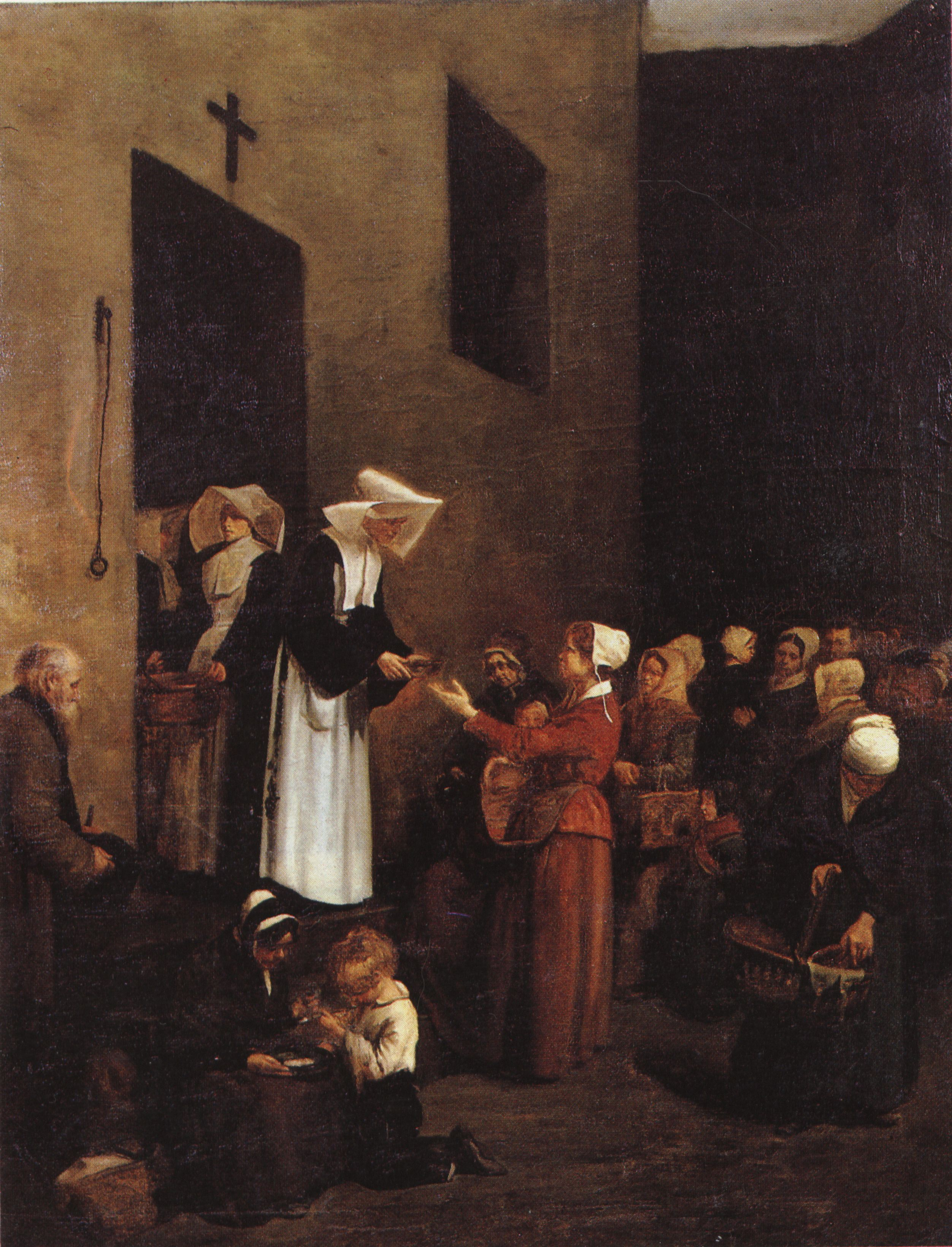
La Charité, peinture de François Bonvin (1851).

La saisie des biens nationaux et la loi du 7 Frimaire an 5 (27 novembre 1796), provoquent la dissolution de toutes les fabriques, confréries, congrégations, et la gestion par les communes de la charité au travers du bureau de bienfaisance et des hospices civils (voir : Hospices civils de Lyon, conseil général des hospices de Paris APHP). Le Concordat de 1801 va rétablir partiellement l'intervention des œuvres religieuses en permettant aux sœurs de revenir dans les hôpitaux, mais sous le contrôle des municipalités, puis de l'État. Les bureaux de charité même quand ils gardent cette appellation vont rester sous le contrôle direct des municipalités. Les bureaux de charité et les bureaux de bienfaisance vont distribuer des aides en nature (nourriture, vêtement...). Cette activité étant au centre des préoccupations politiques au début du XIXe. Une des causes directes de la révolution de 1789 étant la crise frumentaire de 1788 (le boulanger, la boulangère et le petit mitron ramenés de Versailles à Paris en 1792, chute de la royauté). À la fin du XIXe, les aides en nature sont supprimées au profit des aides financières. Elles reprennent sous la forme moderne des restos du cœur de la banque alimentaire, des épiceries sociales, des soupes populaires.